# Eberhard Klagemann
Eberhard Heinz August Klagemann (* 20. April 1904 in Wilhelmshaven; † 30. März 1990 in Königsdorf (Oberbayern)) war ein deutscher Filmproduzent.

## Leben
Nach einer Banklehre trat Klagemann bei der Universum Film (UFA) ein. Hier begann er als Aufnahmeleiter und wurde 1930 Produktionsleiter unter Erich Pommer. In dieser Funktion war er an mehreren prestigeträchtigen UFA-Produktionen beteiligt, darunter Die Drei von der Tankstelle und Der Kongreß tanzt.
1933 wechselte er zur T. K. Tonfilmproduktion und im Jahr darauf gründete er mit seiner Lebensgefährtin Jenny Jugo eine eigene Produktionsfirma, die jedoch 1942 der nationalsozialistischen Politik zum Opfer viel. Während Jugo nach Bayern zog, blieb Klagemann in Berlin und gründete nach dem Krieg mit Heinz Rühmann und einer amerikanischen Lizenz eine Produktionsfirma. 1948 begann er mit einem Jugo-Film bei der DEFA als Regisseur. Ab 1950 wohnte das Paar im Jagerhof in Schwaighofen. In den folgenden Jahren produzierte er mehrere erfolgreiche Liebesfilme mit seiner Lebensgefährtin in der Hauptrolle. Mit seiner in München ansässigen Klagemann-Film GmbH war er an einigen bundesdeutschen Filmen beteiligt, bevor er sich 1964 in das Privatleben zurückzog.

## Filmografie
- 1930: Die Drei von der Tankstelle
- 1930: Der Mann, der seinen Mörder sucht
- 1931: Der Kongreß tanzt
- 1932: Der Sieger
- 1932: F.P.1 antwortet nicht
- 1932: Ein blonder Traum
- 1934: Pechmarie
- 1934: Fräulein Frau
- 1934: Herz ist Trumpf
- 1935: Pygmalion
- 1936: Mädchenjahre einer Königin
- 1936: Die Nacht mit dem Kaiser
- 1937: Gefährliches Spiel
- 1938: Die kleine und die große Liebe
- 1939: Ein hoffnungsloser Fall
- 1939: Nanette
- 1940: Unser Fräulein Doktor
- 1942: Viel Lärm um Nixi
- 1943: Die Gattin
- 1945: Sag’ endlich ja (unvollendet)
- 1949: Träum’ nicht, Annette! (nur Regie)
- 1950: Königskinder
- 1950: Land der Sehnsucht (unvollendet)
- 1950: Frühlingsromanze
- 1955: Hanussen
- 1957: Vater, unser bestes Stück
- 1959: Jacqueline
- 1964: Verdammt zur Sünde